# 1886 no desporto

## Eventos
- 11 de janeiro - Tem início a 1ª edição do Campeonato Mundial de Xadrez, nos EUA.
- 29 de março - Steinitz vence Zukertort e consagra-se campeão mundial de xadrez.

### Futebol
- Fundação do Arsenal Football Club, da Inglaterra.
- Fundação do Boldklubben Frem, da Dinamarca.
- Fundação do Plymouth Argyle Football Club, da Inglaterra.
- 17 de maio - Fundação do Motherwell Football & Athletic Club Ltd., da Escócia.

## Nascimentos
| Data            | Nome             | Profissão                                      | Nacionalidade  | Observações | Ref   |
| --------------- | ---------------- | ---------------------------------------------- | -------------- | ----------- | ----- |
| 11 de janeiro   | Elsa Rendschmidt | patinadora artística                           | Alemanha       | m. 1969     | [ 1 ] |
| 28 de fevereiro | Victor Boin      | nadador, jogador de polo aquático e esgrimista | Bélgica        | m. 1974     | [ 2 ] |
| 10 de abril     | Johnny Hayes     | maratonista                                    | Estados Unidos | m. 1965     | [ 3 ] |
| 18 de junho     | George Mallory   | alpinista                                      | Inglaterra     | m. 1924     | [ 4 ] |
| 5 de julho      | Nathaniel Niles  | patinador artístico                            | Estados Unidos | m. 1932     | [ 5 ] |
| 8 de dezembro   | Phyllis Johnson  | patinadora artística                           | Reino Unido    | m. 1967     | [ 6 ] |

## Mortes
| Data | Nome | Profissão | Nacionalidade | Observações | Ref |
| ---- | ---- | --------- | ------------- | ----------- | --- |